# 埃维拉
埃维拉（法語：Eyvirat，法語發音：[eviʁa]）是法国多尔多涅省的一个旧市镇，属于农特龙区。2019年，埃维拉与临近的5个市镇并入市镇佩里戈尔地区布朗托姆。

## 地理
埃维拉（45°19'21"N, 0°45'11"E）面积17.95 平方千米，位于法国新阿基坦大区多爾多涅省，该省份为法国西南部内陆省份，是法國本土面积第三大的省，大致对应佩里戈尔地区，北起顺时针与夏朗德省、上维埃纳省、科雷兹省、洛特省、洛特-加龙省、吉倫特省和滨海夏朗德省接壤。
与埃维拉接壤的市镇（或旧市镇、城区）包括：阿戈纳克、佩里戈尔地区布朗托姆。

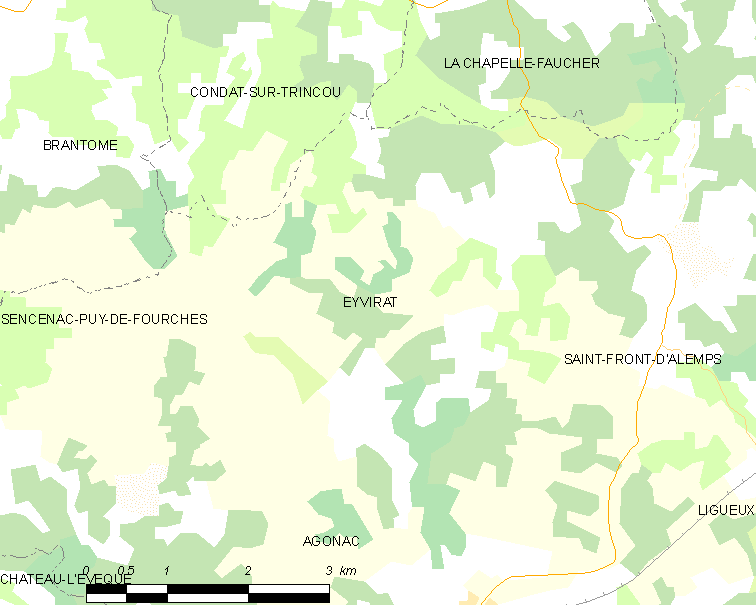
埃维拉的OSM定位图

埃维拉的时区为UTC+01:00、UTC+02:00（夏令时）。

## 行政
埃维拉的邮政编码为24460，INSEE市镇编码为24170。

## 政治
埃维拉所属的省级选区为佩里戈尔地区布朗托姆县。

## 人口

1962-2008年间埃维拉人口变化图示

埃维拉于2018年1月1日时的人口数量为287人。